# Johann Gottfried Schicht

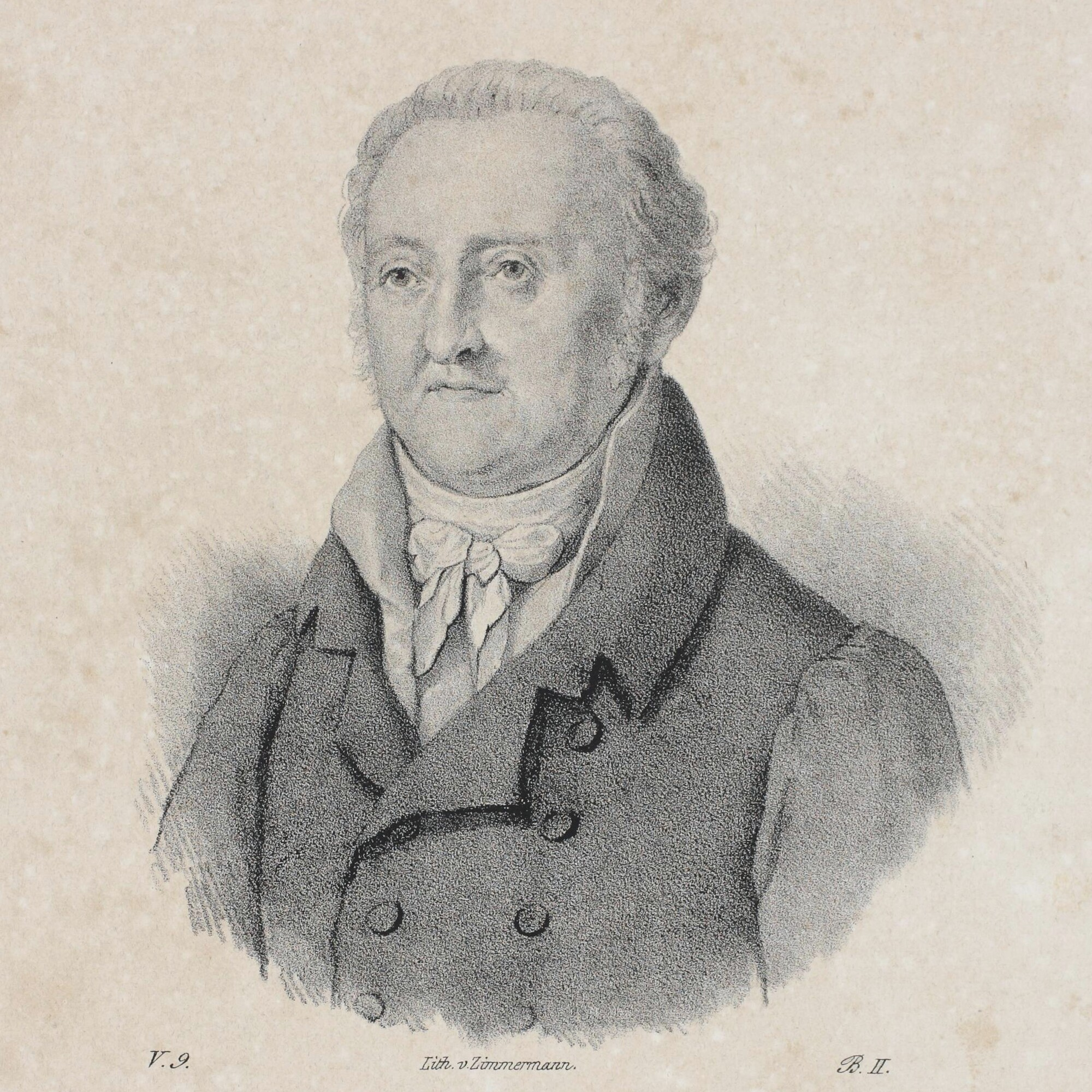
Johann Gottfried Schicht

Johann Gottfried Schicht (* 29. September 1753 in Reichenau (Sachsen); † 16. Februar 1823 in Leipzig) war ein deutscher Komponist, Gewandhauskapellmeister und Thomaskantor.

## Leben
Schicht studierte ab 1776 Rechtswissenschaft in Leipzig. Er wirkte als Begleiter und Violinist in den von Johann Adam Hiller veranstalteten Konzerten (Großes Concert), später auch im Leipziger Gewandhaus mit. Im Jahr 1785 übernahm er die Stelle als Gewandhauskapellmeister. Ein Jahr später heirateten Johann Gottfried Schicht und die Sopranistin Constanza Alessandra Oktavia Valdesturia (1759–1809). Sie hatte in den Jahren von 1779 bis 1785 in der Kapelle der Esterházys in zahlreichen Werken Joseph Haydns mitgewirkt. Von den vier der Ehe entstammenden Töchter starben – außer Henriette Wilhelmine – drei Kinder frühzeitig.
Schicht war zudem Musikdirektor der Neukirche und 1802 Mitbegründer und erster Direktor der Leipziger Singakademie, die der erste gemischte Laienchor der Stadt war und zudem die zweitälteste Singakademie nach dem Berliner Vorbild, der Sing-Akademie zu Berlin. Die Stelle des Gewandhauskapellmeisters hatte er bis 1810 inne. Danach war er Thomaskantor bis zu seinem Tode im Jahr 1823.
Seine Schüler war u. a. die Komponisten Carl Gottlieb Hering und Heinrich Marschner.

## Werk
Als sein Hauptwerk gilt das große Choralbuch mit 1285 Melodien, davon 190 eigenen, erschienen 1819. Von diesen Melodien sind im Gesangbuch der Evangelischen Landeskirche A.B. in Rumänien (Siebenbürgen) Nr. 220 Aus Gnaden soll ich selig werden erhalten sowie Nr. 333 In allen meinen Taten. Im EG, GGB (neues GL) sowie KG (kath. Gesangbuch der dt. Schweiz) ist Schicht nicht vertreten. Außerdem schrieb er Messen, Motetten, Kantaten, eine Vertonung des 100. Psalms, vier Te Deum, ein Klavierkonzert, das Oratorium Das Ende des Gerechten mit Libretto von Friedrich Rochlitz, Sonaten und Capriccio.